# HAL Dhruv
HAL Dhruv je indický víceúčelový lehký vrtulník vyráběný státní společností Hindustan Aeronautics Limited (HAL). Využívá ho Indické armádní letectvo, letectvo, námořnictvo, pobřežní stráž i jiní uživatelé, včetně civilních. Prodej vrtulníku na světových trzích probíhá ve spolupráci s izraelskou firmou IAI (IAI navíc vrtulníky vybavila avionikou). Ozbrojená varianta vrtulníku je vyvíjena pod označením HAL Rudra. Na základě typu Dhruv je vyvíjen také bitevní vrtulník HAL Prachand a víceúčelový vrtulník HAL Light Utility Helicopter (LUH).

## Historie
Sériová výroba typu Dhruv začala v roce 2000. V letech 2000–2008 převzaly indické ozbrojené síly 94 kusů vrtulníků HAL Dhruv a výrobu dalších 159 objednaly.

## Konstrukce

Armádní verze vrtulníku

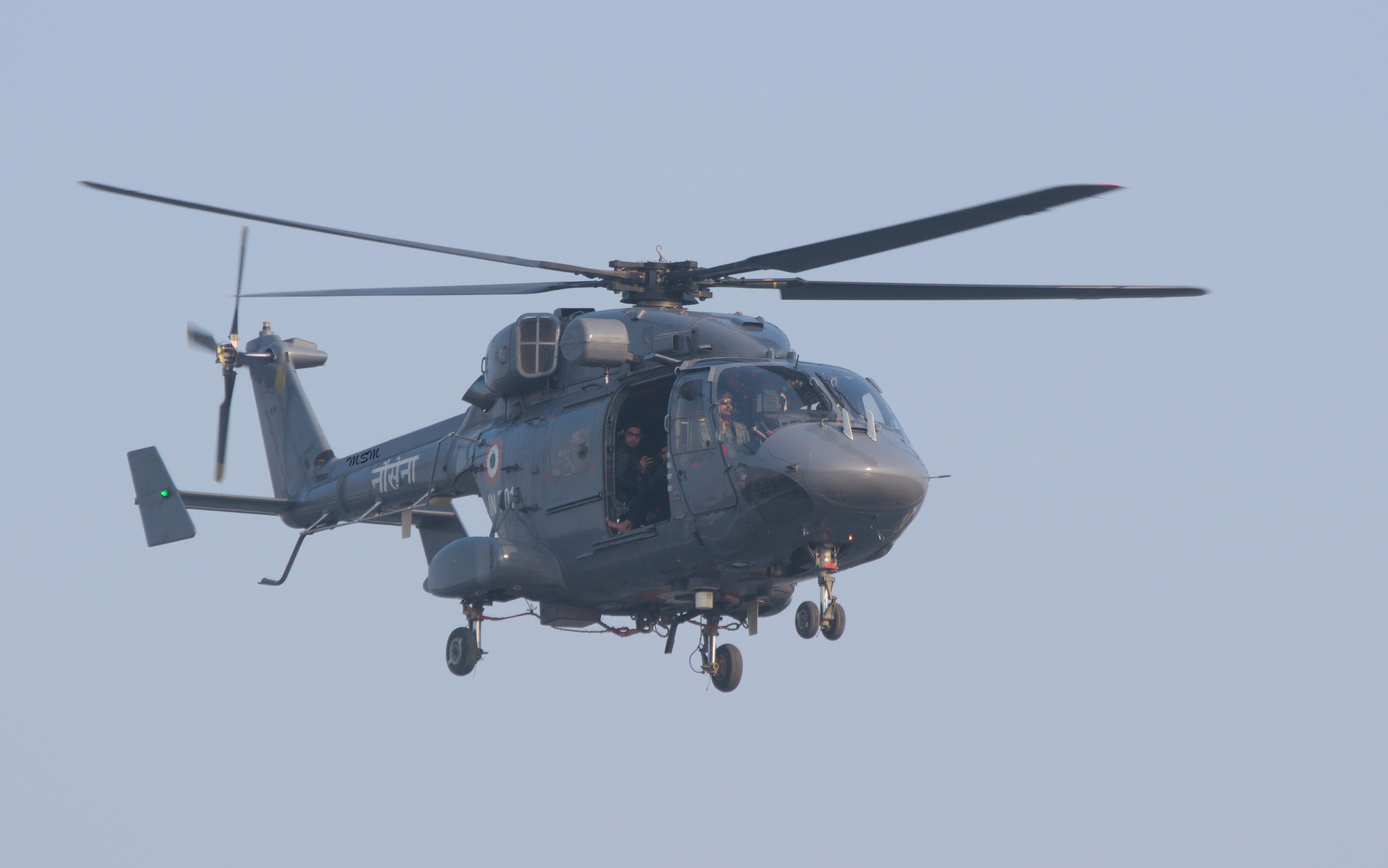
Námořní verze vrtulníku

Vrtulník má konvenční design. Je dvoumotorový se čtyřlistým hlavním rotorem. Motory jsou typu Turbomeca TM 333-2C či 2B2 (vývoj silnější pohonné jednotky Shakti/Ardiden 1H zatím nebyl dokončen). Konstrukce je převážně z kompozitu, v kokpitu je využit i kevlar a uhlíková vlákna. Podvozek je u vojenských i civilních variant pevný ližinový nebo přídový zatahovací, přičemž hlavní podvozkové nohy se zatahují do pahýlů na boku trupu (podobně jako u Bell 222). Civilní verze může nést 12–14 pasažérů. Námořní vrtulníky mají manuálně sklopitelné hlavní rotory. 
Vrtulníky armády či námořnictva nesou závěsníky pro podvěšení osmi protitankových řízených střel Nag, čtyř protiletadlových řízených střel či zásobníků neřízených raket. Námořní verze může nést také dvě protiponorková torpéda či čtyři protilodní střely.

## Specifikace

### Technické údaje
- Posádka: 2
- Kapacita: 12-14 pasažérů
- Délka: 15,87 m (s rotory)
- Průměr hlavního rotoru: 13,20 m
- Výška: 4,98 m (s rotory)

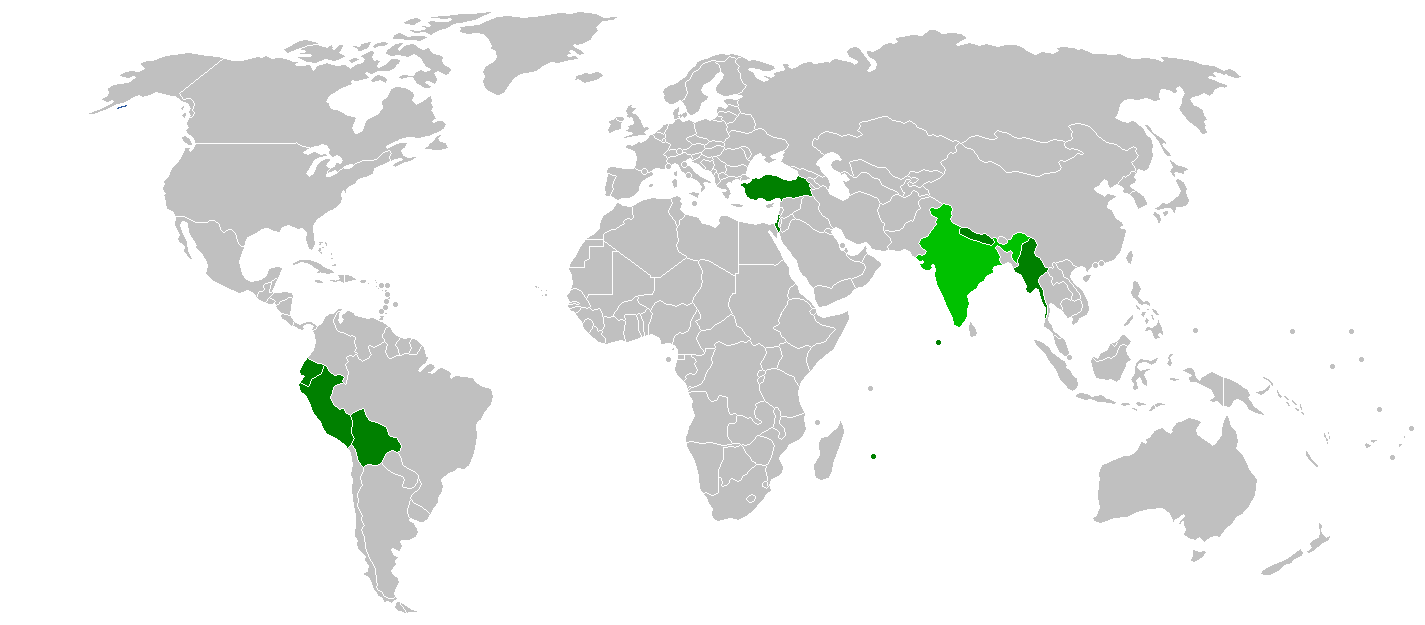
Uživatelé typu HAL Dhruv do roku 2009

- Hmotnost prázdného vrtulníku: 2600 kg
- Maximální vzletová hmotnost 5500 kg
- Motor: 2× Turbomeca TM 333-2C či 2B2, 740 kW (Mk I a II), 2× HAL/Turbomeca Shakti-1H, 1068 kW (Mk III a IV)

### Výkony
- Dolet: 660 km
- Statický dostup: 4500 m
- Cestovní rychlost: 250 km/h
- Rychlost stoupání: 620 m/min